# 5. etape af Tour de France 2007

Femte etape af Tour de France 2007 blev kørt torsdag d. 12. juli gik fra Chablis til Autun.
Ruten var 184 km lang og var med de adskillige små stigninger, den værste kategori 2, ikke så flad som de foregående dages etaper.
- Etape: 5
- Dato: 12. juli
- Længde: 184 km
- Danske resultater:

52. Michael Rasmussen + 0.0
- Gennemsnitshastighed: 39,2 km/t

## Sprint og bjergpasseringer

### 1. sprint (Avallon)
Efter 36 km
| Vinder | William Bonnet   | 6p, 6s |
| 2.     | Philippe Gilbert | 4p, 4s |
| 3.     | Sylvain Chavanel | 2p, 2s |

### 2. sprint (Montbreuillon)
Efter 94,5 km
| Vinder | William Bonnet   | 6p, 6s |
| 2.     | Philippe Gilbert | 4p, 4s |
| 3.     | Sylvain Chavanel | 2p, 2s |

### 3. sprint (Bibracte-Mont-Beuvray)
Efter 145 km
| Vinder | Philippe Gilbert | 6p, 6s |
| 2.     | Sylvain Chavanel | 4p, 4s |
| 3.     | Robert Hunter    | 2p, 2s |

### 1. bjerg (Côte des Grandes-Châtelaines)
4. kategori stigning efter 39,5 km med 1,5 km bjerg og 6,7 % stigning.
| Plads | Navn             | Point |
| ----- | ---------------- | ----- |
| 1.    | Sylvain Chavanel | 3     |
| 2.    | Philippe Gilbert | 2     |
| 3.    | William Bonnet   | 1     |

### 2. bjerg (Côte de Domecy-sur-Cure)
4. kategori stigning efter 52,5 km
| Plads | Navn             | Point |
| ----- | ---------------- | ----- |
| 1.    | Sylvain Chavanel | 3     |
| 2.    | Philippe Gilbert | 2     |
| 3.    | William Bonnet   | 1     |

### 3. bjerg (Côte de Champignolles-le-Bas)
3. kategori stigning efter 58,5 km
| Plads | Navn             | Point |
| ----- | ---------------- | ----- |
| 1.    | Sylvain Chavanel | 4     |
| 2.    | Philippe Gilbert | 3     |
| 3.    | William Bonnet   | 2     |
| 4.    | Giampaolo Cheula | 1     |

### 4. bjerg (Côte de Coulon)
4. kategori stigning efter 86,5 km
| Plads | Navn             | Point |
| ----- | ---------------- | ----- |
| 1.    | Sylvain Chavanel | 3     |
| 2.    | Philippe Gilbert | 2     |
| 3.    | William Bonnet   | 1     |

### 5. bjerg (Côte de Saint-Maurice)
3. kategori stigning efter 98,5 km
| Plads | Navn             | Point |
| ----- | ---------------- | ----- |
| 1.    | Sylvain Chavanel | 4     |
| 2.    | Philippe Gilbert | 3     |
| 3.    | William Bonnet   | 2     |
| 4.    | Giampaolo Cheula | 1     |

### 6. bjerg (Côte de Château-Chinon)
4. kategori stigning efter 119 km
| Plads | Navn             | Point |
| ----- | ---------------- | ----- |
| 1.    | Sylvain Chavanel | 3     |
| 2.    | Philippe Gilbert | 2     |
| 3.    | William Bonnet   | 1     |

### 7. bjerg (Haut-Folin)
2. kategori stigning efter 135,5 km
| Plads | Navn              | Point |
| ----- | ----------------- | ----- |
| 1.    | Sylvain Chavanel  | 10    |
| 2.    | Philippe Gilbert  | 9     |
| 3.    | Giampaolo Cheula  | 8     |
| 4.    | William Bonnet    | 7     |
| 5.    | Michael Rasmussen | 6     |
| 6.    | Sérgio Paulinho   | 5     |

### 8. bjerg (Côte de la Croix de la Libération)
3. kategori stigning efter 174 km
| Plads | Navn              | Point |
| ----- | ----------------- | ----- |
| 1.    | Laurent Lefèvre   | 4     |
| 2.    | Kim Kirchen       | 3     |
| 3.    | Michael Rasmussen | 2     |
| 4.    | Fred Rodriguez    | 1     |

## Resultatliste
|    | Navn              | Land       | Hold              | Tid      |
| -- | ----------------- | ---------- | ----------------- | -------- |
| 1  | Filippo Pozzato   | Italien    | Liquigas          | 04:39.01 |
| 2  | Oscar Freire      | Spanien    | Rabobank          | + 0.0    |
| 3  | Daniele Bennati   | Italien    | Lampre            | + 0.0    |
| 4  | Kim Kirchen       | Luxembourg | T-Mobile          | + 0.0    |
| 5  | Erik Zabel        | Tyskland   | Milram            | + 0.0    |
| 6  | George Hincapie   | USA        | Discovery Channel | + 0.0    |
| 7  | Cristian Moreni   | Italien    | Cofidis           | + 0.0    |
| 8  | Stefan Schumacher | Tyskland   | Gerolsteiner      | + 0.0    |
| 9  | Bram Tankink      | Holland    | Quick Step        | + 0.0    |
| 10 | Jérôme Pineau     | Frankrig   | Bouygues Télécom  | + 0.0    |